# Rein van Duijnhoven
Rein van Duijnhoven (Veghel, 5 september 1967) is een Nederlands voormalig doelman.
Gedurende zijn loopbaan kwam Van Duijnhoven tot 517 wedstrijden in het betaald voetbal, waaronder 119 in de Bundesliga. Hij speelde deze voor Helmond Sport, MVV en het Duitse VfL Bochum. In het seizoen 1996/97 scoorde hij voor MVV met een verre uittrap tegen FC Den Bosch, die tot doelpunt van het jaar werd verkozen in de Eerste divisie.
In 1999/00 en 2001/02 promoveerde en in 2000/01 en 2004/05 degradeerde de doelwachter met VfL. In het seizoen 2003/04 behaalde hij met VfL Bochum voor de tweede keer UEFA-Cup voetbal, en bleef hij 13 thuiswedstrijden en 911 minuten zonder tegendoelpunt in het Ruhrstadion. In totaal speelde hij 517 competitieduels in het betaalde voetbal.
Inmiddels is hij keeperstrainer bij Roda JC en woont hij in Helmond.

## Erelijst
VfL Bochum
- 2. Bundesliga

2006